# Leon Brittan
Leon Brittan, baron Brittan de Spennithorne est un homme politique britannique conservateur, né le 25 septembre 1939 à North London et mort le 21 janvier 2015 à Londres.
Vice-président de la banque d'investissement UBS et membre du comité exécutif de la Commission Trilatérale, il fut également ministre sous Margaret Thatcher puis commissaire européen.

## Biographie

### Jeunesse et formation
Leon Brittan grandit dans une famille juive orthodoxe. Son père, Joseph Brittan, est médecin,. L'enfant est scolarisé à la Haberdashers' Aske's School. Durant son adolescence, il adhère au Parti conservateur. À l'âge de seize ans, il obtient une bourse et entre au Trinity College de l'université de Cambridge. Il préside la Cambridge Union Society (en) et la Cambridge University Conservative Association (en). Brittan séjourne durant un an aux États-Unis afin de poursuivre ses études à l'université Yale,.

### Carrière juridique
Brittan s'inscrit à l'Inner Temple, un des instituts de formation des barristers. Admis au Barreau en 1962, il se spécialise dans les affaires de diffamation et accède au Conseil de la Reine en 1978,.

### Carrière politique
En 1964 et 1965, Leon Brittan dirige le Bow Group, un think tank conservateur,. Il se présente dans la circonscription parlementaire de Kensington North lors des élections générales britanniques de 1966 et 1970, et est battu par deux fois. En 1974, il se présente dans la circonscription de Cleveland and Whitby, dans le Yorkshire, et est élu à la Chambre des communes. En 1975, il est nommé porte-parole de l'opposition par Margaret Thatcher, qui vient de prendre la direction du Parti conservateur. Brittan est réélu en 1983 dans la circonscription voisine de Richmond.
Après les élections générales de 1979, l'avocat entre au bureau de l'Intérieur. Il est nommé secrétaire en chef du Trésor du gouvernement Thatcher en janvier 1981, puis secrétaire d'État à l'Intérieur en 1983.
Brittan est nommé Commissaire européen en 1989. Il y joue un rôle considérable pour y diffuser les idées thatchériennes, d'abord comme commissaire à la concurrence pour réprimer toute forme de politique industrielle européenne, et ensuite comme commissaire chargé des relations extérieures pour promouvoir une profonde libéralisation des relations commerciales transatlantiques.

## Accusations de pédocriminalité
Il a été accusé d'avoir été lié à plusieurs dossiers concernant des abus sexuels d'enfants, notamment le dossier pédophile dit de Westminster,,, une allégation de viol, des allégations d'abus sexuels sur mineurs. Ces différentes allégations sont amplement discutées dans la presse britannique après sa mort.

## Vie privée et famille
Samuel Brittan, le frère aîné de Leon Brittan, est journaliste économique. Son cousin Malcolm Rifkind mène une carrière politique. Il fait partie du gouvernement Thatcher au cours des années 1980.

## Carrière politique

### Au Royaume-Uni
- 1974-1988 : Membre du Parlement de Cleveland and Whitby (jusqu'en 1983) puis de Richmond (Yorks)
- 1981-1983 : Secrétaire en chef du Trésor
- 1983-1985 : Secrétaire d'État à l'Intérieur
- 1985-1986 : Secrétaire d'État chargé du Commerce et de l'Industrie
& Président de la Chambre de commerce

### Dans l'Union européenne
- 1989-1993 : Commissaire européen à la concurrence
- 1993-1995 : Commissaire européen au commerce
- 1995-1999 : Commissaire européen aux relations extérieures
- 1999 : Vice-président de la Commission européenne

## Ouvrages
- (en) A Diet of Brussels : the Changing Face of Europe, Little, Brown and Co., 2000, 211 p. (ISBN 978-0-316-85402-3)
- (en) Europe : the Europe We Need, Hamish Hamilton, 1994, 247 p. (ISBN 978-0-241-00249-0)